# Totem (2016)
Totem is een Vlaamse jeugdfilm uit 2016 geregisseerd door Vincent Slock en Nathan Horemans. De film werd gedraaid ter gelegenheid van de vijftigste verjaardag van Scouts en Gidsen Oelegem. De hoofdrollen zijn weggelegd voor Julien Du Bosch en Emile Hofmans, leden van de scouts. De cast werd verder aangevuld met acteurs als Marilou Mermans, Line Pillet en Simon Van Buyten. Het is de eerste film die volledig werd geproduceerd door een Vlaamse jeugdvereniging.

## Synopsis
De 12-jarige Vincent is de laatste tijd nogal afwezig en dromerig. In zijn scoutinggroep krijgt hij de kans om even z’n zorgen te vergeten.
Dit jaar krijgen hij en zijn beste vriend Mauro hun totem. Om deze te verdienen worden ze samen met hun patrouille op tocht gestuurd. Onderweg krijgen ze een uitdagende opdracht van hun leiding.
Het belooft een spannende tocht vol avontuur en plezier te worden. Wanneer de patrouille echter twee ongure types tegen het lijf loopt, dreigt hun hele opdracht in het water te vallen…
Zullen Vincent en zijn patrouille erin slagen op tijd terug te zijn voor de totemisatie?

## Rolverdeling
| Acteur               | Personage                               |
| -------------------- | --------------------------------------- |
| Julien Du Bosch      | Vincent                                 |
| Emile Hofmans        | Mauro                                   |
| Natan Verhoeven      | Giel                                    |
| Pieterjan De Wachter | Tim                                     |
| Dries De Wreede      | Lukas                                   |
| Michel Cardon        | Kasper                                  |
| Marilou Mermans      | Rita                                    |
| Simon Van Buyten     | scoutsleider                            |
| Miki Beddeleem       | Jackie                                  |
| Filip Vekemans       | Dirk                                    |
| Line Pillet          | Meisje dat Vincent naar het kamp brengt |
| Alexander Van Look   | scoutsleider                            |
| Francis Hofmans      | scoutsleider                            |

## Trivia
- Totem is de eerste Vlaamse film die volledig werd geproduceerd door een jeugdbeweging.[2][5]
- Regisseur Vincent Slock is oud-lid en -leiding van Scouts en Gidsen Oelegem[6]
- Oorspronkelijk zou Joren Seldeslachts de rol van Simon Van Buyten spelen. Dit werd echter op het laatste moment gewijzigd.
- De film ging in avant-première op dinsdag 16 februari 2016 in Kinepolis Antwerpen voor cast, crew en partners.[7]
- Op 18 februari 2016 verscheen de  soundtrack van de groep Wild Goose Chase door Scouts en Gidsen Oelegem vzw.[8]